# ۱۲۷۰ (میلادی)

## رویدادها
- ۷ اکتبر: زمین‌لرزه نیشابور. در بامداد ۱۹ صفر ۶۶۹، زمین لرزه فاجعه باری در نیشابور روی داد، حومه پیشین شهر، شادیاخ، و شماری روستا را ویران کرد و ۱۰ هزار تن از مردم از میان رفتند. به همه ساختمان‌های عمده، از جمله مناره مسجد جامع، زیان رسید. پسلرزه‌ها تقریباً بدون وقفه به مدت دو هفته دنباله داشت. سرانجام، نیشابور در جایی که از جایگاه پیشینش قدری فاصله داشت دگر باره ساخته شد.